# Dominik Janošek
Dominik Janošek (13 juni 1998) is een Tsjechisch voetballer die bij voorkeur speelt als aanvallende middenvelder of linksbuiten. Hij verruilde FK Pardubice in de zomer van 2023 voor NAC Breda.

## Carrière

### Tsjechië
Janošek begon zijn carrière bij de Tsjechische voetbalclub FC Zbrojovka Brno waar hij op 14 oktober 2017 zijn debuut maakte tegen 1. FC Slovácko. Hierna vertrok hij naar datzelfde Slovácko en speelt daar een halfjaar waarna hij naar FC Viktoria Pilsen trekt. Hij wordt onmiddellijk terug uitgeleend aan Slovácko. Op 27 juli 2019 maakte hij zijn debuut voor Viktoria Pilsen tegen MFK Karviná. Hij werd in 2020 opnieuw verhuurd ditmaal aan FK Mladá Boleslav. In het seizoen 2020/21 volgde een derde uitleenbeurt, hij ging spelen voor FC Fastav Zlín. Hij vetrok definitief in 2022 naar FK Pardubice. Daar verruilde hij z'n positie in de verdediging voor het middenveld. Dat was een goede overstap, want hij maakte acht goals in 32 wedstrijden. 

### NAC Breda
In de zomer van 2023 vertrok hij naar NAC Breda, waar hij een contract tekende voor twee seizoenen met een optie voor een derde. Hij debuteerde op 11 augustus met een doelpunt in een 2-2 gelijkspel tegen FC Dordrecht. Een week later scoorde hij beide doelpunten in een 2-1 overwinning op Jong AZ. In de reguliere competitie scoorde hij elf goals en gaf hij tien assists in 38 wedstrijden, mede waardoor NAC Breda eindigde in de play-offs voor promotie. 
In het tweeluik tegen Roda JC Kerkrade in de eerste ronde was Janosek met drie goals in totaal belangrijk voor twee ruime overwinningen. Ook FC Emmen werd vervolgens opzij gezet. In de eerste finale tegen Eredivisionist Excelsior scoorde Janosek eenmaal in een 6-2 overwinning, waarna NAC ondanks een 4-1 nederlaag in de return promoveerde naar de Eredivisie. In die competitie maakte Janosek tegen mede-promovendus FC Groningen opnieuw tijdens zijn debuut zijn eerste doelpunt, hoewel NAC die wedstrijd met 4-1 verloor. 

## Statistieken
| Seizoen         | Club             | Competitie      | Competitie | Competitie | Beker | Beker | Europees | Europees | Totaal | Totaal |
| Seizoen         | Club             | Competitie      | Wed.       | Dlp.       | Wed.  | Dlp.  | Wed.     | Dlp.     | Wed.   | Dlp.   |
| --------------- | ---------------- | --------------- | ---------- | ---------- | ----- | ----- | -------- | -------- | ------ | ------ |
| 2017/18         | Zbrojovka Brno   | Fortuna liga    | 4          | 0          | 1     | 0     | ―        | ―        | 5      | 0      |
| 2017/18         | Slovácko         | Fortuna liga    | 10         | 0          | 0     | 0     | ―        | ―        | 10     | 0      |
| 2018/19         | Viktoria Pilsen  | Fortuna liga    | 0          | 0          | 0     | 0     | ―        | ―        | 0      | 0      |
| 2018/19         | → Slovácko       | Fortuna liga    | 25         | 2          | 0     | 0     | ―        | ―        | 25     | 2      |
| 2019/20         | Viktoria Pilsen  | Fortuna liga    | 10         | 0          | 2     | 1     | 2        | 0        | 14     | 1      |
| 2019/20         | → Mladá Boleslav | Fortuna liga    | 14         | 0          | 0     | 0     | ―        | ―        | 14     | 0      |
| 2020/21         | → Mladá Boleslav | Fortuna liga    | 14         | 0          | 1     | 0     | ―        | ―        | 15     | 0      |
| 2020/21         | → Fastav Zlín    | Fortuna liga    | 10         | 0          | 0     | 0     | ―        | ―        | 10     | 0      |
| 2021/22         | Viktoria Pilsen  | Fortuna liga    | 14         | 0          | 2     | 0     | 4        | 0        | 20     | 0      |
| 2021/22         | Baník Ostrava    | Fortuna liga    | 4          | 0          | 0     | 0     | ―        | ―        | 4      | 0      |
| 2022/23         | Pardubice        | Fortuna liga    | 36         | 9          | 1     | 0     | ―        | ―        | 37     | 9      |
| 2023/24         | NAC Breda        | Eerste divisie  | 44         | 15         | 1     | 0     | ―        | ―        | 45     | 15     |
| 2024/25         | NAC Breda        | Eredivisie      | 18         | 2          | 1     | 0     | ―        | ―        | 19     | 2      |
| Carrière totaal | Carrière totaal  | Carrière totaal | 203        | 28         | 9     | 1     | 6        | 0        | 218    | 29     |